# Gospa Peraška
Gospa Peraška je zavjetna svečanost koja se održava svake godine u spomen na veliku pobjedu u Peraškom boju.
Početak zavjetne svečanosti u Gospi od Zdravlja – Kotor održava se svakog 16. svibnja, kao uspomena i zahvala na obranu Perasta 15. svibnja 1654. godine od nadmoćnih osmanskih osvajača.
Svečanost datira od dana kad se kotorski providur Francesco Bataggia zavjetovao da će svake subote bos hodočastiti u Gospino svetište nad Kotorom.
U Perastu se u spomen na pobjedu svake godine održavala zavjetna svečanost koja bi započinjala donošenjem Gospine slike u grad posljednje nedjelje u travnju. Pri donošenju slike Gospinu lađu pratile bi u polukrugu barke, s kojih su sudionici svečanosti pucali iz vatrenog oružja. Tako bi se podsjećali na vremena kada su pomorci štitili procesije vjernika od napada Turaka i gusara. U svečanosti su sudjelovali i članovi Bokeljske mornarice. Tijekom procesije ulicama Perasta slika bi bila nošena 15. svibnja. Slika bi se iz grada 29. lipnja (Petrovdan) na isti način vraćala u crkvu na otoku. Zanimljivo je istaknuti da je poznati povjesničar Pavao Butorac, kao kotorski biskup, ishodovao kod Sv. Stolice 1938. da se ta svetkovina 15. svibnja uzdigne na viši liturgijski stupanj.